# Bundesstraße 27
La Bundesstraße 27 (letteralmente "strada federale 27") è una strada federale tedesca.
Essa ha origine a Blankenburg (Harz) e si dirige verso nord-est toccando Gottinga, Fulda, Würzburg, Heilbronn e Stoccarda. Termina al confine svizzero presso Lottstetten, oltre il quale prosegue come strada cantonale 4.